# Francesco Brignani
Francesco Brignani (Drizzona, 24 marzo 1948 – Cervia, 27 agosto 1993) è stato un allenatore di calcio e calciatore italiano, di ruolo centrocampista.

## Biografia
È morto nel 1993 a 45 anni, stroncato da una trombosi mentre faceva footing.

## Carriera

### Giocatore
Proveniente dalle giovanili dell'Inter, senza riuscire ad approdare in prima squadra, disputa la stagione 1968-1969 in Serie B con la maglia del Padova, che chiude il torneo all'ultimo posto. Resta tuttavia fra i cadetti trasferendosi al Varese, appena retrocesso dalla massima serie, contribuendo con 21 presenze e una rete alla vittoria del campionato e al conseguente immediato ritorno in Serie A.

Brignani (accosciato, al centro) al Palermo nel 1979, prima della finale di Coppa Italia contro la Juventus

Nella stagione 1970-1971 esordisce in massima serie in occasione del pareggio esterno col Cagliari dell'11 ottobre 1970 e con 20 presenze complessive contribuisce all'ottimo nono posto finale dei lombardi. A fine stagione tuttavia viene ceduto al Cesena in Serie B. In Romagna Brignani disputa quattro stagioni, ottenendo la prima storica promozione della stagione 1972-1973 e una salvezza nelle due stagioni successive, realizzando la sua unica rete in massima serie in occasione del pareggio esterno contro la Juventus del 16 dicembre 1973.
Nell'estate 1975 passa alla Lazio insieme a Paolo Ammoniaci in uno scambio con Mario Frustalupi e Giancarlo Oddi, per sostituire in cabina di regia proprio Frustalupi. Dopo l'esonero dell'allenatore Giulio Corsini Brignani perde il posto da titolare e la Lazio ottiene la salvezza all'ultima giornata. A fine stagione viene ceduto al Palermo, in Serie B.
In Sicilia Brignani disputa due campionati cadetti da titolare e uno a "mezzo servizio", quindi prosegue la carriera in Serie C. In carriera ha totalizzato complessivamente 80 presenze e una rete in Serie A e 232 presenze e 11 reti in Serie B.

### Allenatore
Dopo la carriera calcistica cercò di iniziare una carriera da allenatore. Nel 1991 allenò per alcune partite il Catanzaro, lasciando però la squadra dopo alcuni pareggi.

## Palmarès

### Club

#### Competizioni nazionali
- Serie B: 1

Varese: 1969-1970